# 의령우체국
의령우체국은 경상남도 의령군을 관할하는 부산지방우정청 소속 우체국이다.

## 연혁
- 1910년 12월 16일: 의령우편소 개소
- 1949년 1월 12일: 의령우체국으로 개칭
- 1971년 12월 16일: 사무관국으로 승격
- 1986년 11월 17일: 현 청사 신축이전
- 2001년 10월 1일: 경남칠곡우체국을 의령칠곡우체국으로, 경남화정우체국을 의령화정우체국으로 명칭 변경[1]
- 2001년 12월 31일: 의령등대우편취급소 폐국[2]
- 2011년 12월 19일: 가례우체국을 의령가례우체국으로, 궁류우체국을 의령궁류우체국으로, 대의우체국을 의령대의우체국으로, 봉수우체국을 의령봉수우체국으로, 용덕우체국을 의령용덕우체국으로, 유곡우체국을 의령유곡우체국으로 명칭 변경[3]
- 2013년 7월 1일: 지정우체국을 의령지정우체국으로 명칭 변경[4]
- 2014년 1월 1일: 우편구역을 다음과 같이 고시[5]

| 배달국     | 배달구역                                                     | 구역번호      |
| ---------- | ------------------------------------------------------------ | ------------- |
| 의령우체국 | 의령읍 · 가례면 · 대의면 · 용덕면 · 칠곡면 · 화정면          | 52127 ~ 52160 |
| 신반우체국 | 궁류면 · 낙서면 · 봉수면 · 부림면 · 유곡면 · 정곡면 · 지정면 | 52100 ~ 52126 |

- 2015년 4월 7일: 의령유곡우체국 폐국[6]
- 2015년 5월 1일: 의령유곡우체국 별정우체국 지정 해지[7], 의령유곡우편취급국 설치[8]
- 2020년 9월 1일 : 의령낙서우체국 점심시간 휴무 시행[9]

## 관할 우체국
| 우체국명           | 사진 | 주소                                | 비고                                                          |
| ------------------ | ---- | ----------------------------------- | ------------------------------------------------------------- |
| 신반우체국         |      | 경상남도 의령군 부림면 대한로 1764  |                                                               |
| 의령가례우체국     |      | 경상남도 의령군 가례면 의병로 56    | 별정우체국 2011년 12월 19일 가례우체국에서 명칭 변경          |
| 의령궁류우체국     |      | 경상남도 의령군 궁류면 궁류로 125   | 별정우체국 2011년 12월 19일 궁류우체국에서 명칭 변경          |
| 의령낙서우체국     |      | 경상남도 의령군 낙서면 낙서로 506   | 점심시간 휴무 시행                                            |
| 의령대의우체국     |      | 경상남도 의령군 대의면 대의로 53-6  | 별정우체국 2011년 12월 19일 대의우체국에서 명칭 변경          |
| 의령등대우편취급소 |      | 경상남도 의령군 유곡면 칠곡리 331-2 | 2001년 12월 31일 폐국                                         |
| 의령봉수우체국     |      | 경상남도 의령군 봉수면 대한로 1225  | 별정우체국 2011년 12월 19일 봉수우체국에서 명칭 변경          |
| 의령용덕우체국     |      | 경상남도 의령군 용덕면 의합대로 364 | 별정우체국 2011년 12월 19일 용덕우체국에서 명칭 변경          |
| 의령유곡우체국     |      | 경상남도 의령군 유곡면 청정로 1714  | 2011년 12월 19일 유곡우체국에서 명칭 변경 2015년 4월 7일 폐국 |
| 의령유곡우편취급국 |      | 경상남도 의령군 유곡면 청정로 1714  | 2015년 5월 1일 신설                                           |
| 의령정곡우체국     |      | 경상남도 의령군 정곡면 법정로 932-5 |                                                               |
| 의령지정우체국     |      | 경상남도 의령군 지정면 함의로5길 3  | 2013년 7월 1일 지정우체국에서 명칭 변경                       |
| 의령칠곡우체국     |      | 경상남도 의령군 칠곡면 칠곡로 65    | 별정우체국 2001년 10월 1일 경남칠곡우체국에서 명칭 변경       |
| 의령화정우체국     |      | 경상남도 의령군 화정면 화정로 299   | 별정우체국 2001년 10월 1일 경남화정우체국에서 명칭 변경       |

## 조직
- 영업과
- 우편물류과
- 경영지도실